# 长白婆婆纳
长白婆婆纳（学名：Veronica stelleri var. longistyla）为車前草科婆婆纳属下的一个变种。

## 扩展阅读
- 維基物種上的相關：长白婆婆纳